# Hartmut Götzel
Gerhard Hartmut Götzel (* 8. November 1956 in Mildenau) ist ein deutscher Politiker (CDU) und ehemaliges Mitglied des Sächsischen Landtages.

## Leben
Hartmut Götzel besuchte die POS in Jöhstadt und machte anschließend eine Berufsausbildung zum Augenoptiker in Annaberg-Buchholz. In den Jahren 1977 und 1978 leistete er seinen Wehrdienst in Erfurt ab. Zwischen 1978 und 1981 besuchte Götzel die Fachschule für Augenoptik in Jena mit dem Abschluss Optometrist. Von 1985 bis 1989 nahm er theologischen Fernunterricht der Kirchenprovinz Sachsen, den er mit dem Examen im Jahr 1989 abschloss. In den Jahren 1992 und 1994 folgten Studienaufenthalte in Frankreich. Bis 2017 war er Eigentümer zweier Optikergeschäfte: eins im Zentrum Annaberg-Buchholz und eins in Sehma.
Götzel ist evangelisch-lutherisch, zum zweiten Mal verheiratet und hat fünf Kinder.

## Politik
Hartmut Götzel war 1990 Mitherausgeber einer regionalen Wochenzeitschrift, dem Annaberger Wochenblatt, das 1991 eingestellt und 2011 als Online-Tageszeitung Annaberger Wochenblatt wiederbelebt wurde. Über den Demokratischen Aufbruch war er an politischer Arbeit interessiert. Seit 1991 ist Götzel Mitglied der CDU und war Pressesprecher der Kreis-CDU. In den Jahren 1993 und 1994 war er Kreisvorsitzender und ab 1992 Mitglied im Landesfachausschuss für Soziales der CDU. Außerdem war er Stellvertretender Vorsitzender der Europa-Union in Annaberg.
Im November 1995 war Götzel Nachrücker für den Abgeordneten Dieter Reinfried im Sächsischen Landtag. In der folgenden 3. Wahlperiode zog er 1999 über die Landesliste der CDU Sachsen in den Landtag ein. Er war stellvertretender Vorsitzender des Petitionsausschusses sowie Mitglied im Ausschuss für Bauen, Wohnen und Verkehr. Danach schied er 2004 aus dem Sächsischen Landtag aus.
Von 1999 bis 2019 war er Mitglied des Stadtrates der Großen Kreisstadt Annaberg-Buchholz und war ab 2009 Fraktionsvorsitzender der CDU. Seit 2004 auch Mitglied des Kreistages des Landkreises Annaberg.
Bei den Kreistagswahlen am 8. Juni 2008 wurde Hartmut Götzel für die Legislaturperiode 2008–2014 in den Kreistag des Erzgebirgskreises gewählt.

## Belege
- Klaus-Jürgen Holzapfel (Hrsg.): Sächsischer Landtag: 3. Wahlperiode, 1999–2004; Volkshandbuch. 3. Auflage. NDV Neue Darmstädter Verlagsanstalt, Rheinbreitbach 2003, ISBN 3-87576-493-5. S. 31 (Ausschüsse: S. 82 u. 86). (Stand 20. März 2003)